# مجلس وزراء الصومال
يتألف مجلس وزراء الحكومة الفيدرالية الصومالية من وزراء يعينهم رئيس الوزراء، ويحق لرئيس الوزراء إقالة أعضاء المجلس، ويجب أن يوافق البرلمان على التعيينات الجديدة، ويجتمع مجلس الوزراء أسبوعيا يوم الخميس في القصر الرئاسي في العاصمة الصومالية مقديشو، وتُعقد اجتماعات استثنائية إذا اقتضت الظروف، ويترأس رئيس مجلس الوزراء الاجتماعات.

## الأساس الدستوري والقانوني

### التعيين
القسم 3 من المادة 97 من دستور الصومال ينص على أن رئيس الوزراء
| « | يعين نائب رئيس الوزراء وأعضاء مجلس الوزراء ووزراء الدولة ونواب الوزراء، ويحق له تعيين الأشخاص المؤهلين لعضوية مجلس الوزراء، على سبيل المثال لا الحصر، أعضاء مجلس النواب | » |

## وظائف المجلس

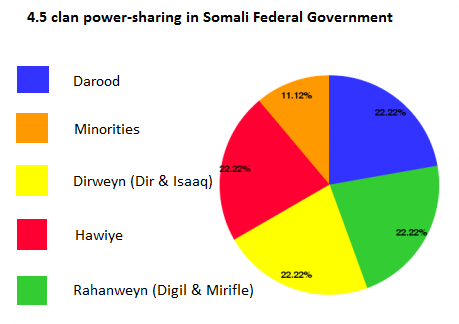
نظام تقاسم السلطة العشائرية 4.5

الخطوط العريضة لمهام المجلس هي كما يلي:
- صياغة السياسة الحكومية الشاملة وتنفيذها؛
- اعتماد اللوائح الإدارية وتنفيذها، بما يتوافق مع القانون؛
- إعداد مشروعات القوانين وعرضها على مجلس النواب في البرلمان الاتحادي؛
- وضع الميزانية المالية للبلاد.
  - يُسمح للحكومة بجمع الأموال من خلال جباية الضرائب والغرامات والاستدعاء والرسوم الجمركية والرسوم، إلخ.
- رسم السياسات الاقتصادية الوطنية وبرامج التنمية.
  - المجلس مسؤول عن صياغة البرامج والمشاريع التنموية المختلفة لتنمية البلاد. ومن الأمثلة على ذلك السياسة الاقتصادية الجديدة (NEP) وسياسة التنمية الوطنية (NDP) وسياسة الرؤية الوطنية (NVP).
- تنفيذ القوانين وضمان الأمن القومي وحماية مصالح الدولة؛
  - تم اقتراح القانون من قبل السلطة التنفيذية وعرضه على البرلمان بالقراءات الأولى والثانية والثالثة للموافقة عليه.
  - تتطلب معظم أحكام تعديلات الدستور أغلبية ثلثي إجمالي عدد أعضاء البرلمان.
- تعيين وفصل كبار المسؤولين العموميين؛
- اقتراح تعيين أو عزل السفراء والقناصل والدبلوماسيين.
- ممارسة أي سلطة أخرى يخولها لها الدستور أو القوانين الأخرى.

## مسؤولي المجلس
في 2 أغسطس 2022 قدم رئيس الوزراء حمزة عبدي بري تشكيلته الوزارية وفي 7 أغسطس 2022 صادق عليها البرلمان الفبدرالي. وأجرى رئيس الوزراء تعديلا وزاريا في 9 يوليو 2023 ثم أجرى تعديلا وزاريا آخر في 7 أبريل 2024. وأجرى تعديلا مصغرا في 27 يوليو 2024. وأعضاء مجلس الوزاء حاليا على النحو التالي:

### أعضاء المجلس
|    | المنصب                                | شاغر المنصب                | الحزب               | منذ           |
|    | الرئاسة                               | الرئاسة                    | الرئاسة             | الرئاسة       |
| -- | ------------------------------------- | -------------------------- | ------------------- | ------------- |
| 1  | الرئيس                                | حسن شيخ محمود              | حزب السلام والتنمية | 23 مايو 2022  |
| 1  | نائب الرئيس                           | حسن شيخ محمود              | حزب السلام والتنمية | 23 مايو 2022  |
| 2  | رئيس الوزراء                          | حمزة عبدي بري              | حزب السلام والتنمية | 26 يونيو 2022 |
| 3  | نائب رئيس الوزراء                     | صالح جامع                  | مستقل               | 2 أغسطس2022   |
|    | الوزراء                               |                            |                     |               |
| 1  | وزارة الخارجية                        | أحمد معلم فقي              | حزب السلام والتنمية | 2 أغسطس 2022  |
| 2  | وزارة الداخلية والشؤون الفيدرالية     | علي يوسف علي حوش           | حزب السلام والتنمية | 2 أغسطس 2022  |
| 3  | وزارة المالية                         | بيحي إيمان عغي             | مستقل               | 9 يوليو 2023  |
| 4  | وزارة الدفاع                          | عبد القادر محمد نور        | مستقل               | 2 أغسطس 2022  |
| 5  | وزارة التربية والتعليم                | فارح شيخ عبد القادر محمد   | حزب السلام والتنمية | 2 أغسطس 2022  |
| 6  | وزارة البيئة وتغير المناخ             | خديجة محمد المخزومي        | مستقل               | 2 أغسطس 2022  |
| 7  | وزارة الأسرة وحقوق الإنسان            | بشير محمد جامع             | مستقل               | 2 أغسطس 2022  |
| 8  | وزارة التخطيط والتعاون الدولي         | محمود عبد الرحمن           | مستقل               | 2 أغسطس 2022  |
| 9  | وزارة العمل والشؤون الاجتماعية        | محمد علمي إبراهيم          | مستقل               | 9 يوليو 2023  |
| 10 | وزارة النقل البري والبحري             | فردوسة عثمان عقال          | مستقل               | 2 أغسطس 2022  |
| 11 | وزارة البترول والمعادن                | عبد الرزاق عمر محمد        | مستقل               | 2 أغسطس 2022  |
| 12 | وزارة الموانئ والنقل البحري           | عبد الله أحمد جامع         | مستقل               | 2 أغسطس 2022  |
| 13 | وزارة البريد والاتصالات               | جامع حسن خليف              | مستقل               | 2 أغسطس 2022  |
| 14 | وزارة الثروة الحيوانية                | حسن حسين إيلاي             | مستقل               | 2 أغسطس 2022  |
| 15 | وزارة التجارة والصناعة                | جبريل عبد الرشيد           | مستقل               | 2 أغسطس 2022  |
| 16 | وزارة الأشغال العامة وإعادة الإعمار   | اسماعيل شيخ بشير           | مستقل               | 2 أغسطس 2022  |
| 17 | وزارة الأوقاف والشؤون الدينية         | مختار روبوو                | مستقل               | 2 أغسطس 2022  |
| 18 | وزارة الزراعة والري                   | أحمد مدوبي نونو            | مستقل               | 2 أغسطس 2022  |
| 19 | وزارة الصحة والرعاية الاجتماعية       | علي حاجي آدم               | مستقل               | 2 أغسطس 2022  |
| 20 | وزارة الثروة السمكية والموارد البحرية | أحمد حسن آدم               | مستقل               | 2 أغسطس 2022  |
| 21 | وزارة الشباب والرياضة                 | محمد بري محمود             | مستقل               | 2 أغسطس 2022  |
| 22 | وزارة الإعلام                         | داؤد أويس                  | مستقل               | 2 أغسطس 2022  |
| 23 | وزارة العدل والشؤون الدستورية         | حسن معلم محمود             | مستقل               | 2 أغسطس 2022  |
| 24 | وزارة الطاقة والمياه                  | عبد الله بِطان ورسمه        | مستقل               | 2 أغسطس 2022  |
| 25 | وزارة الأمن الداخلي                   | عبد الله شيخ إسماعيل فرتاغ | مستقل               | 2 أغسطس 2022  |